# John Barry (diretor de arte)
John Barry (Londres, 1935 — Londres, 1979) é um diretor de arte britânico. Venceu o Oscar de melhor direção de arte na edição de 1978 por Star Wars, ao lado de Norman Reynolds, Leslie Dilley e Roger Christian.